# Enrico De Mori
Enrico De Mori (Roanne, 11 giugno 1930 – Verona, 1º luglio 2016) è stato un direttore d'orchestra italiano.

## Biografia
Enrico De Mori o Henri de Mori nasce a Roanne nel 1930; la sua famiglia aveva lasciato l'Italia per lavoro. 
La sua formazione di musicista iniziò con il papà Augusto Cesare, violinista e chitarrista, e continuata con il maestro Charles Bonneton.
A 12 anni Enrico De Mori consegue il diploma in pianoforte, teoria e solfeggio all'École de la musique de Roanne.
Nel 1942 rientra frettolosamente in Italia per motivi di guerra e nel 1947 si diploma anche al Conservatorio Arrigo Boito di Parma.
Nel 1953 entra nell'Orchestra dell'Arena di Verona come suonatore di tastiere e percussioni e successivamente come Maestro collaboratore.
Al Teatro alla Scala di Milano inizia nel 1966 come Maestro collaboratore di Wolfgang Sawallisch ne Il vascello fantasma, poi Maestro rammentatore di Václav Smetáček in Da una casa di morti di Leoš Janáček e di Francesco Molinari Pradelli in Rigoletto, nel 1967 di Bruno Bartoletti ne La vida breve, di Georges Prêtre in Faust, di Piero Bellugi in Die glückliche Hand di Arnold Schönberg, di Jerzy Semkow in Boris Godunov e nel 1968 è Maestro collaboratore di Nino Sanzogno ne I Capricci di Callot di Gian Francesco Malipiero, Maestro rammentatore di Sawallisch in Idomeneo e di Mario Gusella in Nabucco.
Come direttore d'orchestra della Scala debutta nel 1968 con Il mandarino meraviglioso di Béla Bartók con Luciana Savignano e La Sylphide di Herman Severin Løvenskiold con Carla Fracci e con il coreografo Rudolf Nureyev, nel 1971 nel II atto di Il lago dei cigni, Concerto in fa con la Savignano ed Il cappello a tre punte con il costumista Pablo Picasso nel Castello Sforzesco, poi alla Scala Concerto Barocco di George Balanchine con musica di Johann Sebastian Bach e Giselle con la Fracci, nel 1972 Amahl e i Visitatori notturni di Gian Carlo Menotti con il basso Angelo Nosotti e Pierino e il lupo con Gabriella Giacobbe, poi Serenade di Pëtr Il'ič Čajkovskij con Liliana Cosi e la Savignano con il coreografo Balanchine ed El amor brujo con la coreografa Luciana Novaro, Le quattro stagioni con Oriella Dorella e la coreografia di Roland Petit, Spirituals per orchestra di Morton Gould e Giselle di Jean Coralli, Allegro Brillante di Tchaikovsky, Verklärte Nacht, Concerto dell'Albatro di Giorgio Federico Ghedini e Nozze di Aurora di Tchaikovsky con la Fracci e la Dorella, nel 1973 Prélude à l'après-midi d'un faune con Amedeo Amodio ed il II atto de Lo schiaccianoci, Il carnevale degli animali, Capriccio spagnolo di Léonide Massine, Coppélia con la Fracci e la coreografia di Enrique Martinez, Pas de deux di Don Chisciotte ed il "Ballo dei Cadetti", su musica di Johann Strauss, il cigno nero de Il lago dei cigni, scena d'amore da Romeo e Giulietta (Prokof'ev), Contagio di Giorgio Gaslini, il III atto del balletto La bella addormentata, nel 1974 Excelsior di Romualdo Marenco, nel 1975 Francesca da Rimini (Čajkovskij), Dafni e Cloe, musiche di scena per Amleto di Čajkovskij, Quello che l'amore mi dice dalla Sinfonia n. 3 (Mahler) con Maurice Béjart, Le Corsaire di Riccardo Drigo, Orages di Franz Liszt, Canti di un giovane errante di Gustav Mahler con Claudio Desderi, Nomos Alpha di Iannis Xenakis e La morte del cigno, Specchio a tre luci di Virgilio Mortari, Carmen Suite di Georges Bizet e Rodion Shchedrin, nel 1976 Il lago dei cigni, Il figliol prodigo di Sergei Prokofiev, nel 1977 Lo schiaccianoci, nel 1978 La bella addormentata (balletto) con la Fracci e Nureyev, nel 1980 il balletto Don Chisciotte con la Fracci e Nureyev fino al 1989 con Gheorghe Iancu.
Nel 1971 dirige al Teatro Comunale di Treviso I quattro temperamenti su musiche di Paul Hindemith con la Savignano ed Elettra Morini e Francesca da Rimini (Čajkovskij) ed al Teatro Donizetti di Bergamo I quattro temperamenti, Francesca da Rimini (Čajkovskij) e La valse.
Nel 1972 dirige al Giselle e Spirituals per orchestra con la Morini al Castello Sforzesco di Milano e La bella addormentata (balletto) con la Fracci ed Amodio a Bergamo.
Nel 1973 dirige Il carnevale degli animali con la Cosi e Pierino e il lupo con la Giacobbe al Teatro Sociale di Como e Coppélia con la Fracci a Bergamo.
Nel 1974 dirige Coppélia con la Fracci al Teatro Regio di Parma e Giselle con la Fracci a Bergamo.
Al Festival lirico areniano debutta come direttore in Giselle nel 1974, nel 1977 dirige lo Spettacolo di balletti di Maurice Béjart con la prima mondiale di "V" come... con musiche di Verdi dalle opere: Otello, I Lombardi alla prima crociata, Ernani, Il trovatore e Nabucco, nel 1978 La bella addormentata, nel 1979 e nel 1987 Lo schiaccianoci, nel 1980 il Gran Gala Parata di stelle internazionali del balletto, nel 1981 Don Chisciotte, nel 1982 Il lago dei cigni, nel 1983 e 1984 Excelsior di Marenco e nel 1986 Aida con Fiorenza Cossotto, Franco Bonisolli, Bonaldo Giaiotti e Cornell MacNeil per la regia di Gianfranco De Bosio.
Nel 1975 dirige al Teatro Comunale di Firenze Giselle (di cui cura la revisione) con la Fracci e Paolo Bortoluzzi, a Parma Giselle con la Fracci e Bortoluzzi, Romeo e Giulietta (Prokof'ev) con la Fracci a Bergamo ed al Teatro La Fenice di Venezia uno spettacolo di balletto con la Fracci ed Amodio e gli Incontri Internazionali della Danza con la prima assoluta di Lo schiavo morente di Girolamo Arrigo.
Per il Teatro Verdi di Trieste nel 1977 dirige Cin Ci La con Sandro Massimini, Aurora Banfi ed Orazio Bobbio per la regia di Gino Landi al Politeama Rossetti e nel 1979 il balletto Cenerentola con il Balletto del Teatro alla Scala.
Allo Sferisterio di Macerata nel 1979 dirige l'Orchestra dell´Arena Sferisterio in Romeo e Giulietta (Prokof'ev) per la regia di Beppe Menegatti con la Fracci, nel 1980 Rigoletto con Ingvar Wixell ed Antonio Zerbini e nel 1984 Giselle Il lago dei cigni con Yoko Morishita, Nureyev ed il Matsuyama Ballet di Tokyo.
Nel 1980 dirige Giselle al Teatro romano di Fiesole, a Pistoia ed a Castiglioncello.
Nel 1981 dirige Giselle con la Fracci e Nureyev al Teatro Municipale di Reggio Emilia ed al Teatro Goldoni di Livorno, con Nureyev al Teatro Petruzzelli di Bari, con Iancu al Teatro Ariston di Sanremo, con Elisabetta Terabust e Jancu a La Valletta e con la Terabust e Nureyev al Teatro Tendastrisce di Roma.
Dal 1982 al 1984 e nel 1992 dirige la Civica Orchestra di fiati del Comune di Milano.
Nel maggio 1993 dirige il Coro e Orchestra "Città di Verona" in 14 recite di "Aida" al Palais de Bercy di Parigi, con la regia di Vittorio Rossi e un cast formato tra gli altri da Wilhelmenia Fernandez, Giuseppe Giacomini, Kristjan Johansson, Bruna Baglioni, Mario Malagnini, Alain Fondary.
Nel 1994 dirige Aida a Luxor con Wilhelmenia Fernandez, Giuseppe Giacomini, Bruna Baglioni, Giaiotti, Goran Simić, la Cairo Symphony Orchestra ed il Cairo Opera Ballet Company ed ha tenuto dei concerti con Cristina Chiaffoni, Tullio Falzoni ed il Coro Città di Verona a Montichiari e nella cornice dello storico teatro di verzura all'interno del giardino di Villa Rizzardi di Negrar.
Nel 1996 dirige Il barbiere di Siviglia di Rossini a Lonigo con Giorgio Casciarri, Alfredo Mariotti, Rolando Panerai, Tullio Falzoni e Cristina Chiaffoni per la regia di Dario Micheli.
Si spegne a Verona il 1º luglio 2016.